# Ролландии
Ролландии (лат. Rollandia) — род птиц из семейства поганковых (Podicipedidae).

## Классификация
В состав рода включают два вида:
- Белохохлая поганка (Rollandia rolland)
- Короткокрылая поганка (Rollandia microptera)